# Санчес, Ричард Рафаэль
Ри́чард Рафаэ́ль Са́нчес (исп. Richard Rafael Sánchez Guerrero; род. 29 марта 1996 года в Асунсьоне) — парагвайский футболист, полузащитник клуба «Америка» (Мехико) и сборной Парагвая.

## Биография
Ричард Санчес является воспитанником академии асунсьонского «Ривер Плейта». В основном составе этой команды дебютировал 8 февраля 2016 года в гостевом матче чемпионата Парагвая против «Либертада». Хозяева одержали победу со счётом 3:1, а Санчес был заменён уже на 22 минуте. До конца года Ричард сыграл за «Ривер» ещё в 18 матчах, а 24 апреля забил свой первый (и единственный в сезоне) гол в Примере. Несмотря на это, «Ривер Плейт» уступил в домашней игре «Насьоналю» со счётом 1:3.
В 2017 году Ричард Санчес перешёл в «Олимпию». Дебютировал за «деканов» 9 апреля в победном матче Примеры против «Хенераль Диаса» (2:0). Новичок провёл на поле все 90 минут. Уже через неделю отметился первым голом за новую команду. «Олимпия» на своём поле сыграла вничью 1:1 со «Спортиво Триниденсе». В том же году, 12 июля, Санчес дебютировал в международном турнире — Южноамериканском кубке. Однако на ранней стадии «Олимпия» играла со своими соотечественниками из «Насьоналя». В тот день команды сыграли 1:1, в ответной игре также был зафиксирован ничейный результат, 2:2, и в итоге «Олимпия» вылетела из-за большего числа пропущенных дома голов. Полноценный дебют именно в международном матче для Ричарда Санчеса состоялся уже в розыгрыше Кубка Либертадорес 2018. 22 января «Олимпия» в гостях сыграла вничью с уругвайским «Монтевидео Уондерерс». Санчес в этой игре вышел на замену на 66-й минуте вместо Вальтера Богадо.
Вместе с «Олимпией» Ричард Санчес трижды становился чемпионом Парагвая, а в 2018 году дошёл до финала первого розыгрыша Кубка Парагвая.
За сборную Парагвая Санчес дебютировал 12 июня 2018 года в товарищеском матче против Японии. Санчес сыграл 78 минут и был заменён Вильямом Мендьетой. Южноамериканцы уступили сопернику со счётом 2:4.
Незадолго до начала Кубка Америки 2019 года Ричард Санчес срочно был вызван в заявку сборной Парагвая, чтобы заменить травмировавшегося партнёра Ричарда Ортиса. Санчес вышел на замену в первой же игре группового этапа против сборной Катара, которую парагвайцы не смогли одолеть, сыграв вничью 2:2. Во втором матче против Аргентины на 37-й минуте открыл счёт, но удар Месси с пенальти позволил командам сыграть только вничью 1:1.

## Титулы и достижения
- Чемпион Парагвая (3): Апертура 2018, Клаусура 2018, Апертура 2019
- Финалист Кубка Парагвая (1): 2018